# Święta Batylda
Święta Batylda (ur. ok. 626 w Anglii, zm. 30 stycznia 680 lub 681 w Chelles) – królowa, żona frankijskiego władcy Chlodwiga II (zm. 655-658), święta Kościoła katolickiego.
Batylda pochodziła z anglosaskiego rodu szlacheckiego; prawdopodobnie była krewną ostatniego pogańskiego króla Anglii Wschodniej Ricberhta (panującego w latach 627–630), który został usunięty przez chrześcijańskiego rywala Sigeberhta (zm. ok. 634). Uprowadzona przez piratów, trafiła na dwór Erchinoalda, majordoma Neustrii. Około 650 roku wyszła za mąż za Chlodwiga, z którym miała trzech synów: Chlotara III, Childeryka II i Teuderyka III. Była pobożna, zwalczała symonię, handel niewolnikami oraz główszczyznę. Wspomagała miejscowy Kościół, zwłaszcza opactwo w Korbei i w Chelles. Po śmierci męża i osiągnięciu przez Chlotara pełnoletniości grono przeciwnych jej możnowładców zmusiło ją do wycofania się z życia publicznego. Osiadła wtedy w Chelles i tam, pełna pokory i poddania się, dokończyła swych dni. Rychło otoczyła ją cześć wiernych, przy czym ośrodkiem tego kultu było właśnie Chelles.
Jej wspomnienie liturgiczne obchodzone jest w Kościele katolickim w dzienną pamiątkę śmierci (wcześniej widniała pod dniem 26 stycznia, na skutek pomyłki Usuarda w Martyrologium Rzymskim).